# Neulicht am See
Neulicht am See war ein nachtaktives, temporäres Lichtkunst-Projekt zeitgenössischer Kunst im Februar und März 2009 am Maschsee in Hannover. Künstler aus Deutschland und der Schweiz zeigten ihre Projekte an 22 Stellen rund um den See. Es handelte sich um Kunst im öffentlichen Raum.

## Beschreibung
Die Kunstausstellung „Neulicht am See“ war Auftakt des Kulturprogrammes Gartenregion Hannover im Jahre 2009, das die Region Hannover veranstaltete. Die Ausstellung wurde in Kooperation mit dem Kulturbüro der Landeshauptstadt Hannover realisiert.
Für das Programm Gartenregion Hannover 2009 wurden rund 900.000 Euro aufgewendet, 330.000 Euro kamen aus öffentlichen Mitteln. Den größten Posten davon erhielt das Projekt „Neulicht am See“ mit 50.000 Euro, weitere 40.000 Euro der 90.000 Euro Projektkosten kamen durch Sponsoring zusammen.

## Verlauf
Die Ausstellung lief vom 7. Februar bis zum 15. März 2009. Die Kunstwerke waren in einem Abstand von etwa 200 bis 300 Metern platziert. Sie wurden von abends 18:30 Uhr bis morgens 6:30 Uhr beleuchtet. Nach dem Ende der Ausstellung wurden die Kunstgegenstände abgebaut.
Die Ausstellungsperiode war zu einem Großteil von regenreichem Wetter begleitet, so dass die nicht asphaltierten Wege um den Maschsee verschlammten. Es gab kleinere technische Ausfälle bei der Beleuchtung und nur wenige Vorfälle von mutwilliger Zerstörung oder Diebstahl. Einmal wurden Lichtkästen mit Firmenlogos übersprüht, wobei dem Künstler der Vorwurf von Firmenwerbung gemacht wurde. Bei einem weiteren Vorfall wurde ein Teil der Arbeit Mit Yoko Ono (91) in der energetischen Vitrinen-Plantage entwendet, konnte aber nach wenigen Tagen wieder hergestellt werden. Die Performance your personal death of light mit einer Bootsfahrt über den See war gut besucht.

## Die Kunstwerke
Alle Kunstwerke konnten bei einem etwa 6,5 Kilometer langen Rundgang um den See besichtigt werden. Die Kunstwerke werden im Uhrzeigersinn genannt. Am Arthur-Menge-Ufer am Nordufer befand sich ein Infocontainer, wo Führungen begannen. Der Start war am Nordufer gegenüber dem Sprengelmuseum. Die Installationen von Pablo Wendel und Suse Weber waren nicht ständig zu sehen, da es sich um jeweils um eine Performance handelte.
| Künstler                                      | Werk                                                      | Beschreibung |
| --------------------------------------------- | --------------------------------------------------------- | --- |
| Heike Mutter und Ulrich Genth                 | Arrangement mit Kran, Spiegel, Fackelträger und Stabile   | Der Fackelträger-Skulptur in 18 m Höhe am Nordufer wird mit Hilfe eines Kranes ein Spiegel vorgehalten.                                                         |
| Björn Melhus                                  | Baumhaus                                                  | Eine Videoinstallation in einem Baumhaus |
| Paul Schwer                                   | Orion                                                     | Baugerüst mit farbigen Acrylgläsern und Leuchtstoffröhren |
| Roman Signer                                  | Larghetto moderato allegretto                             | Video, das in der Segelschule am Ostufer zu sehen ist |
| Christine Camenisch                           | Schwemme                                                  | Eine Videoprojektion von Meer und Wellen auf die Fassade der Tellkampfschule                                                                                    |
| Leni Hoffmann                                 | OCR                                                       | Drei farbig leuchtende Glasscheiben an einem Baum |
| Rolf Bier                                     | Death of Light Performance „Your Personal Death of Light“ | Der Schriftzug „Death of Light“ leuchtet auf einer Werbetafel am Straßenrand auf. Performance mit einem Ruderboot durch Entzünden und Löschen von zwölf Fackeln |
| Brigitte Raabe, Michael Stephan               | Katzenmilch – Lac felinum                                 | Ein Hüttendorf für Katzen |
| Miriam Giessler, Hubert Sandmann (Bildgehege) | Silent Dance Floor                                        | Eine runde Plattform als farbig beleuchtete Tanzfläche |
| Mark Formanek                                 | Maschbake                                                 | Metallkisten, in denen Lautsprecher dumpfe Signale ähnlich einem Nebelhorn über das Wasser aussenden                                                            |
| Isa Melsheimer                                | o. T. (ohne Titel)                                        | Topfpflanzen unter Wärmelampen |
| Maik und Dirk Löbbert                         | Lichtung                                                  | 15 Stehlampen auf einer Wiese |
| Sebastian Neubauer, Per Olaf Schmidt          | Mit Yoko Ono (91) in der energetischen Vitrinen-Plantage  | In einer Vitrine wird ein Musikvideo in einem überdimensionierten Handy gezeigt.                                                                                |
| Stöckerselig                                  | Tatort                                                    | Scheinwerfer und Absperrbänder um einen Tatort im Wald |
| Stefan Mauck                                  | Von der schimmernden Sees Traubengestaden her             | Fünf Lichtkästen, die Firmenlogos von VW, dm, NORD/LB, Herrenhäuser Brauerei, Deichmann zeigen                                                                  |
| Ernst Thoma                                   | Landscape 7                                               | Videoprojektion auf eine Leinwand |
| Helga Griffiths                               | Auf den Grund gehen                                       | Eine Unterwasserkamera filmt im See und überträgt die Bilder in einen Fernseher auf einem Bootssteg.                                                            |
| Christoph Rütimann                            | Endlose Linie für Hannover                                | Ein Lichtschlauch in einer Baumkrone |
| Häkelkreis                                    | Trautes Heim                                              | Drei Sitzbänke sind mit gehäkeltem Garn in Neonfarbe überzogen und werden von Schwarzlicht bestrahlt.                                                           |
| Wolfgang Winter, Berthold Hörbelt             | Uncle Ho in Ha                                            | Eine überdimensionierte Schaukel unter einer pixeligen Abbildung von Ho Chi Minh                                                                                |
| Suse Weber                                    | LSA                                                       | Eine Performance am 7. und 20. Februar 2009 sowie am 15. März 2009                                                                                              |
| Pablo Wendel                                  |                                                           | Temporäre Überraschungskunst |